# Aeronomy of Ice in the Mesosphere
Pour les articles homonymes, voir AIM.
AIM (pour Aeronomy of Ice in the Mesosphere) est  un satellite scientifique  de la NASA chargé de l'étude des nuages polaires de la mésosphère, les nuages noctulescents. Compte tenu du peu de connaissances sur ces nuages à la date du lancement de la mission, les objectifs sont  de découvrir pourquoi ils se forment et pourquoi ils changent. Cette mission qui devait durer deux ans à compter de juillet 2007, s'est vu allongée d'une période de trois ans pour se terminer en 2012.

## Éléments techniques

Les nuages noctulescents ne sont pas représentés dans la classification-type des nuages, car ils se forment à très haute altitude

### Généralités
Après planification et réalisation du satellite, la mission a réellement débuté le 25 avril 2007 lorsqu'AIM a été placé sur orbite polaire par un Pegasus-XL largué d'un avion Lockheed L-1011. Les nuages noctulescents se forment à environ quatre-vingt kilomètres de la surface, bien plus haut que tous les autres nuages. Les paramètres clés de la formation de ses nuages sont les mêmes que pour tous les autres types de nuages : température, pression partielle de la vapeur d'eau, densité des aérosols. Cependant, ils semblent ne se former régulièrement que depuis quelques dizaines d'années. Le satellite AIM mesure 1,40 m de haut pour 1,09 m de large, et pèse 192 kg. Il est alimenté par des panneaux solaires.

### Instrumentation

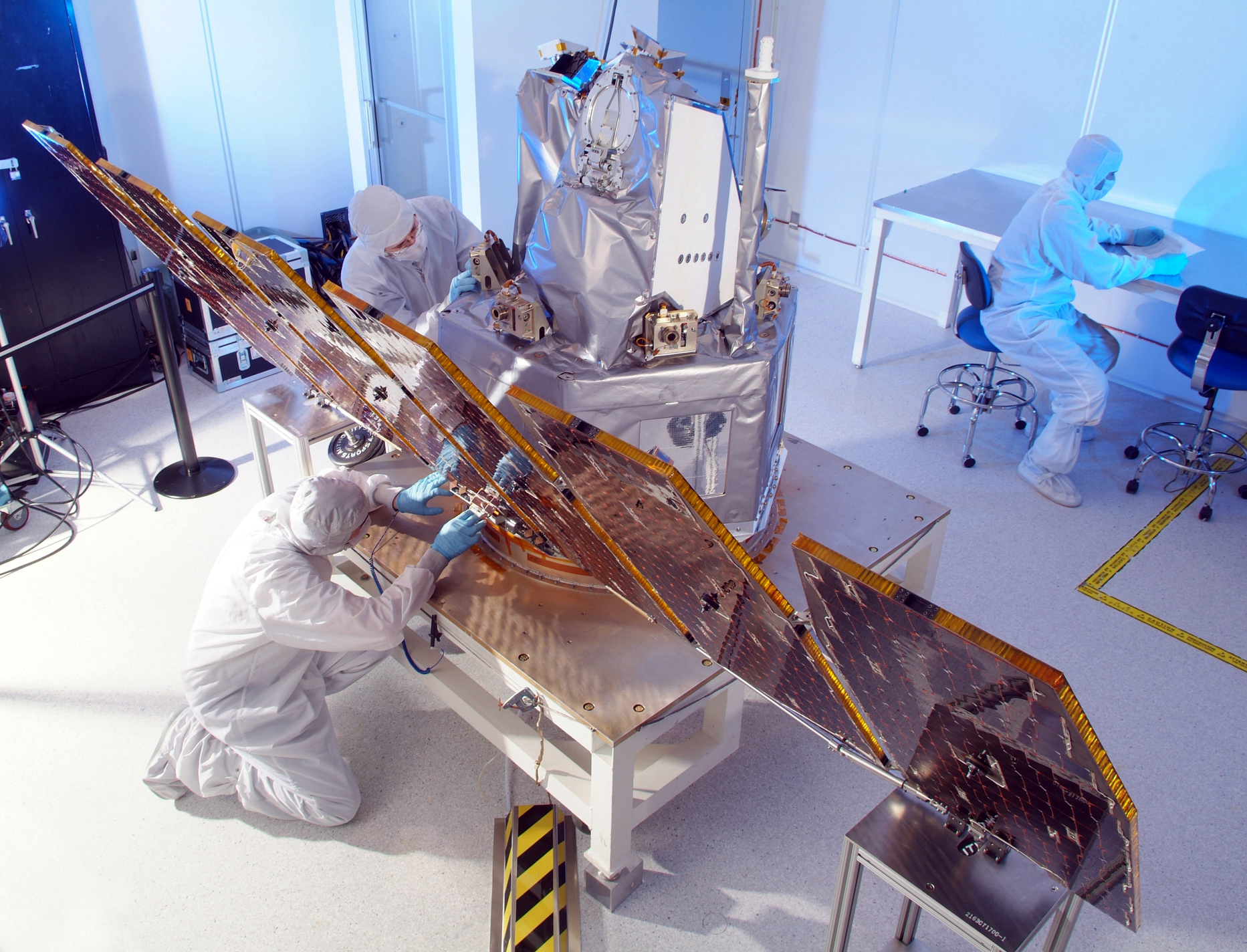
Le satellite AIM en salle blanche

AIM embarque trois instruments de mesure indirecte : CIPS (Cloud Imaging and Particle Size), CDE (Cosmic Dust Experiment) et SOFIE (Solar Occultation for Ice Experiment).
- CIPS comprend quatre objectifs positionnés selon des angles différents. La confrontation des clichés permet, selon une méthode élaborée mais classique de triangulation, de déterminer la taille des particules de glace composant le nuage visé. CIPS permet également de récupérer quotidiennement une image panoramique de la calotte glaciaire.
- CDE mesure la quantité de poussière spatiale pénétrant dans l'atmosphère depuis le cosmos. Ces particules sont suspectées de jouer un rôle important dans la formation des nuages noctulescents.
- SOFIE utilise l'occultation solaire pour mesurer l'évolution de paramètres variés (densité des particules en suspension, température, gaz atmosphériques). Son rôle est de déterminer la nature des nuages mais aussi de leur environnement de formation.